# 煉獄女子
『煉󠄁獄女子』（れんごくじょし）は、室井まさねによる日本の漫画作品。『WEBコミックガンマ』（竹書房）にて2017年6月22日より2019年2月18日まで連載された。

## あらすじ
主人公・浦辺詩音（うらべ しおん）は、クラスメイトの伊島瑠美（いじま るみ）を中心とする同級生によるいじめを受け、陰鬱な日々を過ごしていた。高等学校に内部進学し、瀬尾霧恵（せお きりえ）と出逢う。彼女と友人関係となってから、周囲で不可解な事件が起こり始める。

## 登場人物

### 主要人物
浦辺詩音（うらべ しおん）
本作の主人公。愛門高等学校1年。中学校時代のある出来事をきっかけに、伊島を中心とする同級生からいじめを受けている。いじめに耐えかねて父親に外部の高等学校への進学を申し出たものの、聞き入れられず内部進学した愛門高校で霧恵と友人関係になる。家にも学校にも居場所を見い出せず、図書室で過ごすことが多かったため図書委員の阿部と親しくなる。阿部から霧恵の過去を打ち明けられ警告を受けるが、霧恵を信じたい一心で拒絶してしまう。
一連の事件の後、カナダへ発った。
瀬尾霧恵（せお きりえ）
愛門高等学校1年。外部入試組。美しい容姿と抜群の運動神経で注目を集め、いじめられている詩音にも優しく接し友人関係となる。中学校時代、変死した鳥羽真莉愛とは親友だった。
本名は帆場霧恵。瀬尾は養父母の姓であり、血縁上の両親は帆場愛子と浦辺善弥で詩音の異母姉に当たる。善弥に執着し続ける愛子や、自分の居場所を奪った詩音を憎んでいた。

### 愛門高等学校関係者
阿部海里（あべ かいり）
愛門高等学校1年。図書委員。外部入試組のためクラスになかなか馴染めず、図書室で過ごすことが多い。霧恵とは中学時代の同級生であり、伊島に尋ねられて詳細を話してしまう。詩音にも霧恵の周辺で起こった不可解な出来事を打ち明けて忠告した。図書室で何者かに刺されたが、一命を取り留めた。
伊島瑠美（いじま るみ）
愛門高等学校1年。中学時代は生徒会長を務めていた。眼鏡をかけており、詩音に対するいじめの中心人物。霧恵に不信感を抱き、阿部から聞き出した霧恵の情報を広め孤立させるなどの嫌がらせを行った。その後、体育館の倉庫で首をつった状態で遺体となって発見される。現場に残されていたラテン語は「noli me tangele（我に触れるな）」であった。
須田弥紗（すだ みさ）
愛門高等学校1年。伊島グループの一人。苛性ソーダが仕込まれた便器に座ってしまい、火傷を負う。
理栄（りえ）
愛門高等学校1年。伊島グループの一人。自身の万引きやカンニングを仄めかす書き込みを夏奈によるのものと思い込み、夏奈を暴行してしまう。後に興奮剤を飲まされていたことが判明した。
夏奈（かな）
愛門高等学校1年。理栄の友人。万引きやカンニングなど理栄の犯罪行為を仄めかす書き込みを疑われ、理栄から顔が腫れ上がるほどの暴行を受けた。

### その他
鳥羽真莉愛（とば まりあ）
霧恵の親友。霧恵の家に遊びに行った際、血液型占いによって霧恵が養子であることを知り、学校で広めてしまったことで霧恵の怒りを買い殺害された。吊るされて身動きが取れない状態で生きたまま眼球をくり抜かれた。現場に残されていたラテン語は「memento mori（汝死すべき運命にあることを知れ）」。
米田怜未（よねだ れみ）
霧恵の友人。虫垂炎で入院していた病院で霧恵と知り合った。詳細を知らされぬまま霧恵の替え玉となってアリバイ作りに協力する。しかし、点滴を打った後に容態が急変して死亡した。
帆場愛子（ほば あいこ）
霧恵の血縁上の母。
浦辺善弥（うらべ よしや）
詩音の父。由美と結婚し婿養子となったことで出世し、専務となった。気難しい性格で詩音からはよく思われていない。
霧恵の血縁上の父親で、愛子の策で誤って妻を刺殺してしまい最終的に自身も霧恵によって刺殺された。
浦辺由美（うらべ ゆみ）
詩音の母。令嬢。愛子の策に嵌められた善弥によって刺殺された。

## 書誌情報
- 室井まさね『煉󠄁獄女子』竹書房 〈バンブーコミックス〉、全4巻
  1. 2017年11月27日発売[2]、ISBN 978-4-8019-6119-7
  2. 2018年4月17日発売[3]、ISBN 978-4-8019-6238-5
  3. 2018年8月27日発売[4]、ISBN 978-4-8019-6367-2
  4. 2019年2月27日発売[5]、ISBN 978-4-8019-6532-4